# Pro Stock Bike

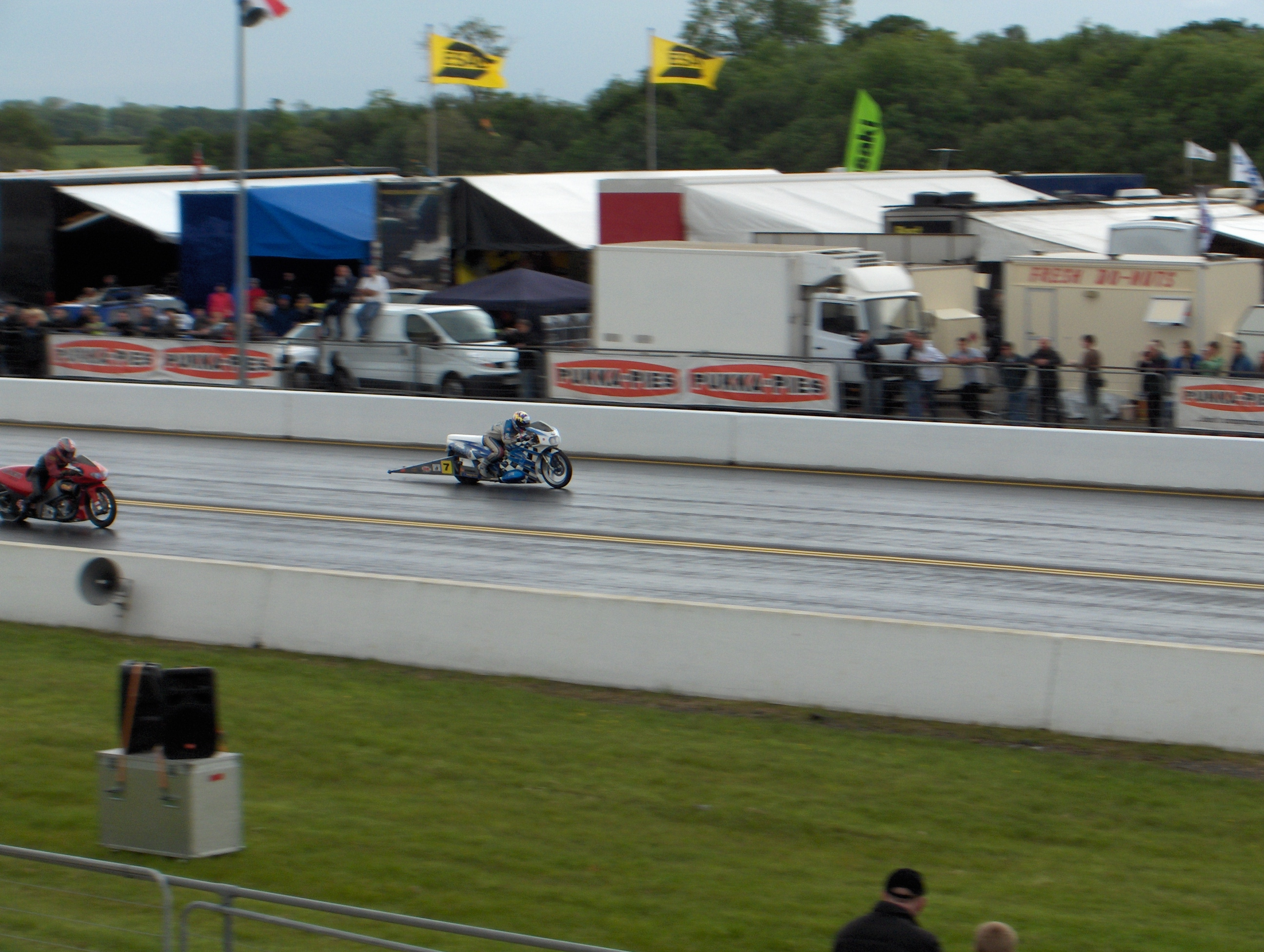
Pro Stock Bike på Santa Pod Raceway.

Pro Stock Bike är en motorcykelklass med kraftigt modifierade motorcyklar avsedda enbart för dragracing.
De skall likna en vanlig motorcykel, Kubikbegränsning 1755 4cyl 2 ventiler / 160cui. V-rod (Buell&HD) vikt index.
Man måste använda bensin och förgasare eller insprutning.
Manuellt styrd tryckluftsväxel är tillåtet men ingen automatisk växelanordning får användas.
Maxbredd på bakdäcken är 10"
Thomas Klarkner var den första att ta en SM titel i klassen och dominerade klassen under åren 1979 - 1988 med 10 raka SM-guld.
Roger Pettersson vann flera av UEMs Europamästerskap och satte flera rekord. Fredrik Fredlund Finnen från Åland har tre UEM titlar 2008,2012,2013 
Nuvarande rekord är:
- ET 1/8 	4,870 sek	Roger Pettersson	SVEMO Suzuki	2000 Mantorp Park Sverige
- ET 1/4	      6,998 sek	     Elvira Karlsson            SVEMO Suzuki	2013 Santa Pod England
- Top Speed 1/8	233 km/t Roger Pettersson	SVEMO Suzuki	2000 Mantorp Park Sverige
- Top Speed 1/4	306,12 km/t	Fredrik Fredlund	        	Suzuki

Svenska Mästare Genom Åren:
- 1979 Thomas Klarkner, Västerås MS
- 1980 Thomas Klarkner, Västerås MS
- 1981 Thomas Klarkner, Västerås MS
- 1982 Thomas Klarkner, Västerås MS
- 1983 Thomas Klarkner, Västerås MS
- 1984 Thomas Klarkner, Västerås MS
- 1985 Thomas Klarkner, Västerså MS
- 1986 Thomas Klarkner, Västerås MS
- 1987 Thomas Klarkner, Västerås MS
- 1988 Thomas Klarkner, Västerså MS
- 1989 Peter Dyckman, SHRA Lidköping
- 1990 Metin Basberber, Västra MK
- 1991 Metin Basberber, Västra MK
- 1992 Metin Basberber, Västerås MS
- 1993 Lennart Karlsson, Gävle Drs
- 1994 Roger Pettersson, Huddinge MCK
- 1995 Stefan Mejerwall, Västra MK
- 1996 Roger Pettersson, Västerås MS
- 1997 Roger Pettersson, Västerås MS
- 1998 Roger Pettersson, Västerås MS
- 1999 Anders Larsson, Västra MK
- 2000 Peter Westin, Västra MK
- 2001 Kenneth Strömberg, Åby MK

Klassen tappade SM status 2001 men man kör än idag Europamästerskap under organisationen UEM